# Damernas lagtävling i konstsim vid olympiska sommarspelen 2012
Damernas lagtävling i konstsim vid olympiska sommarspelen 2012 i London, Storbritannien, avgjordes vid Aquatics Centre mellan den 9 och 10 augusti 2012. Ryssland vann tävlingen.

## Medaljörer
| Gren            | Guld | Silver                                                                                                 | Brons |
| Lag Detaljer... | Ryssland Anastasia Davydova Marija Gromova Natalja Isjtjenko Elvira Chasjanova Darja Korobova Aleksandra Patskevitj Svetlana Romasjina Alla Sjisjkina Anzjelika Timanina | Kina Chang Si Chen Xiaojun Huang Xuechen Jiang Tingting Jiang Wenwen Liu Ou Luo Xi Sun Wenyan Wu Yiwen | Spanien Clara Basiana Alba Cabello Ona Carbonell Margalida Crespí Andrea Fuentes Thaïs Henríquez Paula Klamburg Irene Montrucchio Laia Pons |

## Resultat
| Rank | Nation         | Idrottare | Teknik | Fri    | Totalt  |
| ---- | -------------- | --- | ------ | ------ | ------- |
| 1    | Ryssland       | Anastasia Davydova, Marija Gromova, Natalia Isjtjenko, Elvira Chasjanova, Darja Korobova, Alexandra Patskevitj, Svetlana Romasjina, Anzjelika Timanina, Alla Sjisjkina (reserv) | 98,100 | 98,930 | 197,030 |
| 2    | Kina           | Chang Si, Chen Xiaojun, Huang Xuechen, Jiang Tingting, Jiang Wenwen, Liu Ou, Luo Xi, Wu Yiwen, Sun Wenyan (reserv)                                                              | 97,000 | 97,010 | 194,010 |
| 3    | Spanien        | Clara Basiana, Alba Cabello, Ona Carbonell, Margalida Crespi, Andrea Fuentes, Thais Henriquez, Paula Klamburg, Irene Montrucchio, Laia Pons (reserv)                            | 96,200 | 96,920 | 193,120 |
| 4    | Kanada         | Marie-Pier Boudreau Gagnon, Stephanie Durocher, Jo-Annie Fortin, Chloe Isaac, Stephanie Leclair, Tracy Little, Elise Marcotte, Valerie Welsh, Karine Thomas (reserv)            | 94,400 | 95,230 | 189,630 |
| 5    | Japan          | Yumi Adache, Aika Hakoyama, Yukiko Inui, Mayo Itoyama, Chisa Kobayashi, Risako Mitsui, Mariko Sakai, Kurumi Yoshida, Mai Nakamura (reserv)                                      | 93,800 | 93,830 | 187,630 |
| 6    | Storbritannien | Katie Clark, Katie Dawkins, Olivia Allison, Jennifer Knobbs, Victoria Lucass, Asha Randall, Jenna Randall, Katie Skelton, Yvette Baker (reserv)                                 | 87,300 | 88,140 | 175,440 |
| 7    | Egypten        | Reem Abdalazem, Shaza Abdelrahman, Nour El Afandi, Dalia El-Gebaly, Samar Hassounah, Youmna Khallaf, Mai Mohamed, Mariam Omar, Aya Darwish (reserv)                             | 77,600 | 78,360 | 155,960 |
| 8    | Australien     | Eloise Amberger, Jenny-Lyn Anderson, Sarah Bombell, Olia Burtaev, Tamika Domrow, Bianca Hammett, Tarren Otte, Samantha Reid, Frankie Owen (reserv)                              | 77,500 | 77,430 | 154,930 |